# 藤峡盗乱
藤峽盜亂，又称大藤峽起義、藤峽起義、藤峽民變，是指明朝中期的一系列廣西、廣東瑤族、僮族民變。明朝政府曾三次派兵征討平定叛亂，分別是成化元年的右僉都御史韓雍、嘉靖七年的新建伯兵部尚書王守仁、嘉靖十八年的兵部侍郎蔡經。

## 背景
廣西潯州地境中萬山盤繞，其中有潯江，發自柳州、慶州，向東繞至潯州，途徑象州、永安、修仁、荔浦、平樂縣等。在潯江附近的山脈均為陡峭的山崖，其中最險惡地稱為大藤峽。其向南截潯江為府江，相距三百餘里，地惟藤峽最高。登在藤峽山巔，可以看盡軍旅聚散往來；藤峽中有上百個山洞，其中如仙人關、九層崖其最幽深險峻。峡南有牛肠村、大岵村，均緣江立寨，亦為險要。藤峽、府江之間為力山，力山又比藤峽險峻幾倍。再向南為府江，週遭蓋六百里，其中多為冥巖㠗谷，懸崖峭壁。其中少數民族為藍、胡、侯、盤四姓為主的瑤族；力山中又有善於毒藥弩矢的僮族。景泰年間，瑤渠侯大狗等率先作亂，聚集上萬，修仁、荔浦、力山、平樂等地都相應，各系留守官吏無法控制，於是以招撫平定。當時明朝朝廷正忙於與北方瓦刺交戰，沒有急迫解決；所以到天順年間，此地作亂更加劇。當時明英宗下詔緝捕侯大狗，予以千金，爵一級，竟仍無法捕獲；久之，叛亂蔓延至廣東的高州、廉州、雷州之境，所到之地均被損毀，而兩廣的官員均無對策。
至此，明朝兵部尚書王竑上奏，
|  | 峽賊為亂久矣，其始皆由守臣以招撫為功。譬之驕子，愈恤愈啼，非流血撻之，啼不止。浙江左參政韓雍有文武才，以討賊屬之，可抒南顧憂。而諸將中惟都督趙輔勇略可任。 |

於是明憲宗批准此事，并命令韓雍節制全部在外部隊前進征討。

## 过程

### 第一次平叛
成化元年（1465年）正月，明憲宗命都督同知趙輔為征夷將軍，都督僉事和勇為游擊將軍，擢浙江左參政韓雍為右僉都御史，贊理軍務，率兵征討。太監盧康、陳宣為監軍，戶部尚書薛遠監督軍餉，御史劉慶、汪霖負責軍紀敘功。
同年六月，韓雍抵達南京，與諸將商議進兵方略，將領均稱應當分兵進攻廣東，然後再大軍進入廣西。韓雍則認為應當聚合部隊直攻大藤峽，在擊潰其心腹后再分兵追討余眾。隨後大軍以三萬部隊兼程而進。七月，大軍抵達全州，韓雍并斬軍中失律指揮李英等四人，使得軍紀儼然。
九月，大軍抵達桂林，韓雍與眾將領商議派遣永順、保靖及西江土兵十六萬人，進攻藤峽兩翼的修仁、荔浦，并生擒一千二百餘人，斬首七千三百餘級。
十一月，大軍抵達潯州，當地父老鄉親進言建議屯兵圍困；而韓雍則堅持主張趁勝追擊，并分兵：以總兵歐信、參將孫騏、高瑞等帥六萬八千人為右軍，自象州、武宣分五道入攻其北；以都指揮白全、楊嶼、張剛、王屺等帥九萬二千人為左軍，由桂林、平南分八道入攻其南；以參將孫震、指揮陳文章等守左江及龍山、五屯，防其逃跑；韓雍則與趙輔、和勇營高振嶺以督諸軍。
同年底，韓雍督諸將從四面並進，雙方在山林中發生激烈交戰；韓雍并用火攻，隨後攻入山寨，并生擒侯大狗等七百八十餘人，斬首三千二百餘級，數月後歸還。大藤峽因峽谷中有許多大藤橫亙兩岸，而得名，叛軍利用大藤在兩岸的懸崖峭壁通行往來。韓雍遂命斬斷大藤，并改名為“斷藤峽”。此後再派兵追捕餘黨，先後平定。
當時，大軍由修仁、荔浦抵達大藤峽，其中有儒生、里老數十百人，持香而跪稱：“我們都苦於賊軍很久了，不敢自己脫逃。現在有幸遇到天朝大兵，願意作為三軍的先鋒。”韓雍大怒，看著左右，罵道：“這些都是賊兵罷了，都綁起來，殺了！”左右的人最初還懷疑韓雍為何殺良民，繼而捆綁后從身上搜出利器，原來才知道這些人都是間諜。於是悉數斬首、分尸并把腸胃刨出，掛在箐棘中，叛軍看到后大驚沮喪。
韓雍領軍威嚴，軍門設銅鼓數千，儀節詳密。當地三司官員拜見時，均懾悚長跪奏報。一日，大軍在進攻顧峒時不克，韓雍求策，新會縣縣丞陶魯（陶成之子），遂進言之只率領三百精兵就好。并選拔其中能舉一百钧、箭射两百步的壯士，得二百五十名，數日後招足。由陶魯率領訓練，并杀牛犒劳、同甘共苦，人稱陶家軍。其所參加戰役，無不率先登入，其所參加的戰役無不所向匹敵。
平定之後，韓雍上奏建議設置郡縣并派遣各處巡檢、千戶所，均得到批准採納。於是改斷藤峽設武靖州，命岑鐸為知州，屬潯州府。此後大軍班師論功，升任韓雍左副都御史，賜文采幣六，官一子錦衣鎮撫。封趙輔為武靖伯，子孫世襲。

### 第二次平叛
自成化年間，韓雍平定藤峽叛亂，百姓安居樂業二十餘年。正德五年后，當初的叛軍逐漸氣焰囂張，峽南之地更尤其強烈。總制都御史陳金，稱這些蠻叛不過是為了點魚鹽的利益，於是與其約定，商船入峽者，計船大小給予魚鹽。最初此法可以通行，於是陳金改峽名永通。不久，諸蠻緣此益無所忌憚，於是開始大肆掠奪，稍微不滿意的即殺害，遂為大寇。至此，王守仁（王陽明）抵達兩廣，定軍田州，盧蘇、王受歸降，但是兩江父老遮道言斷藤峽及八寨賊倡亂狀。王守仁於是上疏請討，得到明世宗批准。嘉靖六年五月，世宗起用新建伯王守仁以兵部尚書總制兩廣、江西、湖廣軍務，負責平定叛亂。
嘉靖七年二月，王守仁率湖廣兵抵達南寧，而盧蘇、王受剛歸降，願意立功自贖。王守仁於是派遣大臣商議，并命湖廣僉事汪溱、廣西副使翁素、僉事吳天挺及參將張經、都指揮謝佩監湖廣土兵，襲剿斷藤峽叛軍。此後仍然總督分永順兵進剿牛腸等寨，保靖兵進剿六寺等寨，約好以四月初二各至抵達地點。
當時，叛軍聽聞明軍檄湖廣土兵抵達，均逃匿深險之中；又聽聞盧蘇、王受歸降，王守仁進駐南寧，故以為王守仁以散遣諸兵佈陣，於是防備弛緩。至此，湖廣兵皆偃旗臥鼓馳馬抵達，與明軍一同突進，四面夾擊。叛軍大敗，於是退守保仙女大山，據險結寨。官軍攀木緣崖仰攻，并隨後連連攻破油榨、石壁、大陂等地，直擊斷藤峽。隨後王守仁密檄諸將移兵剿仙臺等賊，分永順兵、保靖兵各自進剿，約定在五月十三日抵達巢穴。叛軍退守永安力山，又被王守仁擊潰，潰軍均為為防截參將沈希儀等所擒。至此，斷藤叛軍幾乎全盡。
此役前後擒斬三千餘人，兩江徹底安定。王守仁班師，上疏舉薦林富為都御史，巡撫其地，諸位將領各自均論功褒賞。

### 第三次平叛
王守仁在討平叛亂后，死於回鄉的路上。而武靖州知州岑邦佐不能鎮守馴輯民眾，并私自接受賄賂，給予叛軍庇護，至此滕峽以北叛軍勢力恢復并漸肆猖獗。其中頭目侯勝海在弩灘作亂，被指揮潘翰臣誘殺。侯勝海之弟侯公丁在城下殺人，僉事鄔閱、參議孫繼武請都御史潘旦征討，參將沈希儀勸阻道：叛軍不易佔領，應該等春江水漲后以數千人從武宣順流進攻，方能逮捕。而潘旦不聽，於是派兵進攻，但是叛軍逃去。
潘旦以為叛軍已經離開，於是請設置城堡防守。沈希儀再次勸阻道：叛軍勢力未被大創，兵威不振，立堡難守。但是潘旦不聽，於是設置三百人鎮守。隨後叛軍聯合岑邦佐，侯公丁率領兩千人夜襲城堡，殺死兩百士兵。巡按御史諸演隨後上奏，潘旦去職，改由兵部侍郎蔡經代任。
嘉靖十七年正月，蔡經集合部隊商議發兵并問對策，副總兵張經稱不足萬人即可平定。沈希儀則稱必須有八萬人以上。副使翁萬達則建議聽從沈希儀。當時朝廷正欲征討安南，此事遂定。
隨後副使翁萬達力請征討侯公丁，并得到，御史鄒堯臣贊同。蔡經於是會同安遠侯柳珣決計發兵，并將部隊事情歸屬翁萬達指揮。翁萬達正好得到百戶許雄素通賊之事，於是命其戴罪立功。此外翁萬達表面上庇護侯公丁，并逮捕緝拿起訴侯公丁的數人，斥責其引發嫌隙，故意麻醉侯公丁。此後命參議田汝成設計誘侯公丁入城，隨後誘捕捕殺死。
此後，田汝成上奏請求乘勝追繳，恰逢沈希儀生病，於是分兩路進攻，副使蕭畹紀功，參政林士元及汝成督餉。張經商議欲以少兵進剿，略示威，不深入進攻，又欲舍紫荊諸處賊藪勿擊。翁萬達反對，并得到田汝成附議，於是張經改變策略。嘉靖十八年二月，兩路部隊一同進發。
- 左軍共三萬五千人，分六道進。副總兵張經率領，副使翁萬達監軍，南寧指揮王良輔、朱升、凌浦、柳浦、周新、孫文繡聽從節制。
  - 王良輔由牛渚灣越武靖攻紫荊、姜老鼠諸巢
  - 朱升由三等村渡蓼水攻石門、黃泥嶺諸巢
  - 柳浦由白沙灣攻道袍、梅嶺諸巢
  - 凌浦由白沙灣攻大昂、小梅嶺諸巢
  - 周維新由白沙灣攻藤衝、綠水沖諸巢
  - 孫文繡由藤峽夾攻大坑巢

- 右軍共一萬六千餘人，分四道進。都指揮高乾率領，副使梁廷振監軍，賓州指揮馬文傑、王俊、戚振、吳國章歸屬。
  - 馬文傑由武宣攻碧灘、綠水諸巢；
  - 王俊等由武宣入山攻羅淥、上峒；
  - 戚振攻中峒；
  - 吳國章攻下峒；

隨後部隊大進，叛軍勢力日益窘迫，并平定時平南縣有小田、羅應、古陶、古思諸瑤族叛軍。此外江南胡姓諸瑤歸順者亦千餘人，藤峽盡平。同年三月班師。翁萬達、田汝成等進言增加管轄并設置部隊管理，大多建議得到蔡經的批准并上疏請求採納。此後各位將領守臣皆升賞有別。

## 外部連結
- 朱鴻林：〈丘濬與成化元年(1465)大藤峽之役的關係（页面存档备份，存于）〉。
- 朱鴻林：〈文獻足徵與文獻阻徵：從韓雍處置大藤峽事宜的一封奏疏說起 （页面存档备份，存于）〉。